# Ridiculousness
Ridiculousness («ridiculez» en español; conocido como Vergüenza ajena en España y Ridículos en Hispanoamérica) es un programa transmitido por la cadena de televisión estadounidense MTV, estrenado el 29 de agosto de 2011. El programa es presentado por Rob Dyrdek acompañado de Steelo Brim y Chanel West Coast. El productor del programa es Jeff Tremaine. Ridiculousness ha sido comparado con programas como Tosh.0 y Web Soup. La segunda temporada de Ridiculousness se estrenó en MTV el 30 de abril de 2012.
El 6 de febrero de 2015, se estrena la versión chilena titulada Ridículos, emitida por Canal 13.
El 18 de julio de 2015, se estrena la versión mexicana como Ridículos MTV, emitida por MTV Latinoamérica.

## Argumento
Ridiculousness transmitía  videos de internet que son catalogados de humor. El programa es presentado por Rob Dyrdek quien es acompañado por Steelo Brim y Chanel West Coast. En la mayoría de los episodios hay uno o varios invitados de reconocimiento público (como cantantes, actores, youtubers, etc).

## Episodios

### Temporada 1
| N.º serie | N.º temp. | Invitado            | Fecha de emisión original |
| --------- | --------- | ------------------- | ------------------------- |
| 1         | 1         | Ryan O'Malley       | 29 de agosto de 2011      |
| 2         | 2         | Johnny Knoxville    | 5 de septiembre de 2011   |
| 3         | 3         | Big Black           | 12 de septiembre de 2011  |
| 4         | 4         | Travis Pastrana     | 19 de septiembre de 2011  |
| 5         | 5         | The Dingo           | 26 de septiembre de 2011  |
| 6         | 6         | Matthew Mounce      | 3 de octubre de 2011      |
| 7         | 7         | Jeff Tremaine       | 17 de octubre de 2011     |
| 8         | 8         | Matt Schlager       | 24 de octubre de 2011     |
| 9         | 9         | Chris "Drama" Pfaff | 31 de octubre de 2011     |
| 10        | 10        | Judd Leffew         | 7 de noviembre de 2011    |
| 11        | 11        | Biker Fox           | 14 de noviembre de 2011   |
| 12        | 12        | Dan Heaton          | 21 de noviembre de 2011   |
| 13        | 13        | Ryan Dunn           | 28 de noviembre de 2011   |
| 14        | 14        | Cole Hernandez      | 5 de diciembre de 2011    |
| 15        | 15        | The Dingo II        | 12 de diciembre de 2011   |
| 16        | 16        | Big Black II        | 19 de diciembre de 2011   |

### Temporada 2
| N.º serie | N.º temp. | Invitado                         | Fecha de emisión original |
| --------- | --------- | -------------------------------- | ------------------------- |
| 17        | 1         | Justin Bieber                    | 30 de abril de 2012       |
| 18        | 2         | Floyd Mayweather Jr.             | 7 de mayo de 2012         |
| 19        | 3         | Sara Jean Underwood              | 14 de mayo de 2012        |
| 20        | 4         | Quinton "Rampage" Jackson        | 21 de mayo de 2012        |
| 21        | 5         | Duff Goldman                     | 28 de mayo de 2012        |
| 22        | 6         | Jason Ellis                      | 7 de junio de 2012        |
| 23        | 7         | Chanel and Sterling              | 7 de junio de 2012        |
| 24        | 8         | Streetbike Tommy                 | 14 de junio de 2012       |
| 25        | 9         | Lil Jon                          | 20 de agosto de 2012      |
| 26        | 10        | Tyler the Creator & Taco Bennett | 27 de agosto de 2012      |
| 27        | 11        | Wiz Khalifa                      | 3 de septiembre de 2012   |
| 28        | 12        | Kat Graham                       | 10 de septiembre de 2012  |
| 29        | 13        | Vaughn Gittin Jr.                | 17 de septiembre de 2012  |
| 30        | 14        | Chris Cole                       | 24 de septiembre de 2012  |
| 31        | 15        | Big Cat                          | 1 de octubre de 2012      |
| 32        | 16        | The Bella Twins                  | 8 de octubre de 2012      |
| 33        | 17        | Chanel and Sterling II           | 15 de octubre de 2012     |
| 34        | 18        | TJ Lavin                         | 22 de octubre de 2012     |
| 35        | 19        | Gene & Pat Dyrdek                | 29 de octubre de 2012     |
| 36        | 20        | Wee Man & Preston Lacy           | 5 de noviembre de 2012    |

### Temporada 3
| N.º serie | N.º temp. | Invitado               | Fecha de emisión original |
| --------- | --------- | ---------------------- | ------------------------- |
| 37        | 1         | Pauly D                | 14 de febrero de 2013     |
| 38        | 2         | Mac Miller             | 21 de febrero de 2013     |
| 39        | 3         | Steve-O                | 28 de febrero de 2013     |
| 40        | 4         | Chanel & Sterling III  | 7 de marzo de 2013        |
| 41        | 5         | Dana White             | 14 de marzo de 2013       |
| 42        | 6         | Bam Margera            | 21 de marzo de 2013       |
| 43        | 7         | Ryan Sheckler          | 28 de marzo de 2013       |
| 44        | 8         | Carmen Electra         | 4 de abril de 2013        |
| 45        | 9         | Ken Block              | 11 de abril de 2013       |
| 46        | 10        | Riff Raff              | 18 de abril de 2013       |
| 47        | 11        | Dominic Monaghan       | 18 de julio de 2013       |
| 48        | 12        | A$AP Rocky             | 25 de julio de 2013       |
| 49        | 13        | Ray J                  | 1 de agosto de 2013       |
| 50        | 14        | Chanel and Sterling IV | 8 de agosto de 2013       |
| 51        | 15        | Eddie Barbanell        | 15 de agosto de 2013      |
| 52        | 16        | Joanna Krupa           | 22 de agosto de 2013      |
| 53        | 17        | Chanel and Sterling V  | 29 de agosto de 2013      |
| 54        | 18        | Steve Aoki             | 5 de septiembre de 2013   |
| 55        | 19        | Cody Simpson           | 12 de septiembre de 2013  |
| 56        | 20        | Fantasy Factory Crew   | 19 de septiembre de 2013  |

### Temporada 4
| N.º serie | N.º temp. | Invitado                 | Fecha de emisión original |
| --------- | --------- | ------------------------ | ------------------------- |
| 57        | 1         | Nick Swardson            | 2 de enero de 2014        |
| 58        | 2         | Snoop Lion               | 2 de enero de 2014        |
| 59        | 3         | Chanel and Sterling VI   | 9 de enero de 2014        |
| 60        | 4         | Jamie Lee                | 9 de enero de 2014        |
| 61        | 5         | Stevie Ryan              | 16 de enero de 2014       |
| 62        | 6         | Chanel and Sterling VII  | 23 de enero de 2014       |
| 63        | 7         | Mike Epps                | 26 de enero de 2014       |
| 64        | 8         | Michael B. Jordan        | 26 de enero de 2014       |
| 65        | 9         | Jenna Marbles            | 30 de enero de 2014       |
| 66        | 10        | Jackson Nicoll           | 6 de febrero de 2014      |
| 67        | 11        | Lil Duval                | 13 de febrero de 2014     |
| 68        | 12        | Chanel and Sterling VIII | 20 de febrero de 2014     |
| 69        | 13        | The Dudesons             | 27 de febrero de 2014     |
| 70        | 14        | Nyjah Huston             | 6 de marzo de 2014        |
| 71        | 15        | Lacey Chabert            | 9 de marzo de 2014        |
| 72        | 16        | Derek Hough              | 13 de marzo de 2014       |
| 73        | 17        | Chanel and Sterling IX   | 20 de marzo de 2014       |
| 74        | 18        | Tyga                     | 27 de marzo de 2014       |
| 75        | 19        | Guy Fieri                | 27 de marzo de 2014       |
| 76        | 20        | Harley Morenstein        | 31 de marzo de 2014       |
| 77        | 21        | Chanel and Sterling X    | 3 de abril de 2014        |

### Temporada 5
| N.º serie | N.º temp. | Invitado                 | Fecha de emisión original |
| --------- | --------- | ------------------------ | ------------------------- |
| 78        | 1         | Chrissy Teigen           | 10 de julio de 2014       |
| 79        | 2         | Eddie Huang              | 17 de julio de 2014       |
| 80        | 3         | David Spade              | 24 de julio de 2014       |
| 81        | 4         | Chanel and Sterling XI   | 31 de julio de 2014       |
| 82        | 5         | Maria Menounos           | 7 de agosto de 2014       |
| 83        | 6         | David Arquette           | 14 de agosto de 2014      |
| 84        | 7         | Larry King               | 21 de agosto de 2014      |
| 85        | 8         | Chanel and Sterling XII  | 28 de agosto de 2014      |
| 86        | 9         | Danny Way                | 4 de septiembre de 2014   |
| 87        | 10        | Paul Rodriguez           | 11 de septiembre de 2014  |
| 88        | 11        | Kylie & Kendall Jenner   | 18 de septiembre de 2014  |
| 89        | 12        | French Montana           | 25 de septiembre de 2014  |
| 90        | 13        | Chanel and Sterling XIII | 2 de octubre de 2014      |
| 91        | 14        | Maritza Rodriguez        | 9 de octubre de 2014      |
| 92        | 15        | Chanel Iman              | 16 de octubre de 2014     |
| 93        | 16        | 100th Episode Special    | 23 de octubre de 2014     |
| 94        | 17        | Chanel and Sterling XIV  | 30 de octubre de 2014     |
| 95        | 18        | Nate Robinson            | 30 de octubre de 2014     |

### Temporada 6
| N.º serie | N.º temp. | Invitado                  | Fecha de emisión original |
| --------- | --------- | ------------------------- | ------------------------- |
| 96        | 1         | Ne-Yo                     | 1 de enero de 2015        |
| 97        | 2         | Chanel and Sterling XV    | 1 de enero de 2015        |
| 98        | 3         | Jagger Eaton              | 8 de enero de 2015        |
| 99        | 4         | Lyndie Greenwood          | 8 de enero de 2015        |
| 100       | 5         | Tanner Foust              | 15 de enero de 2015       |
| 101       | 6         | Mr. Rochelle              | 15 de enero de 2015       |
| 102       | 7         | YG                        | 22 de enero de 2015       |
| 103       | 8         | Chanel and Sterling XVI   | 22 de enero de 2015       |
| 104       | 9         | Chanel and Sterling XVII  | 29 de enero de 2015       |
| 105       | 10        | Future                    | 29 de enero de 2015       |
| 106       | 11        | Smosh                     | 5 de febrero de 2015      |
| 107       | 12        | Danny Brown               | 12 de febrero de 2015     |
| 108       | 13        | Chanel and Sterling XVIII | 19 de febrero de 2015     |
| 106       | 14        | Rick Ross                 | 26 de febrero de 2015     |
| 110       | 15        | Nina Agdal                | 5 de marzo de 2015        |
| 111       | 16        | Chanel and Sterling XIX   | 12 de marzo de 2015       |
| 112       | 17        | Eric Andre                | 19 de marzo de 2015       |
| 113       | 18        | Brooks Wheelan            | 26 de marzo de 2015       |
| 114       | 19        | Prince Fielder            | 2 de abril de 2015        |
| 115       | 20        | Juicy J                   | 9 de abril de 2015        |
| 116       | 21        | Tyler Posey               | 16 de abril de 2015       |
| 117       | 22        | Prom Edition              | 23 de abril de 2015       |
| 118       | 23        | Nick Swisher              | 30 de abril de 2015       |
| 119       | 24        | Chanel and Sterling XX    | 7 de mayo de 2015         |
| 120       | 25        | Iliza Shlesinger          | 14 de mayo de 2015        |
| 121       | 26        | Dr. Drew Pinsky           | 21 de mayo de 2015        |
| 122       | 27        | LeSean McCoy              | 28 de mayo de 2015        |
| 123       | 28        | Dan Bilzerian             | 4 de junio de 2015        |
| 124       | 29        | Travis Mills              | 11 de junio de 2015       |
| 125       | 30        | Chanel West Coast         | 18 de junio de 2015       |
| 126       | 31        | Susanne Daniels           | 25 de junio de 2015       |
| 127       | 32        | The Fat Jewish            | 25 de junio de 2015       |

### Temporada 7
| N.º serie | N.º temp. | Invitado                  | Fecha de emisión original |
| --------- | --------- | ------------------------- | ------------------------- |
| 128       | 1         | 50 Cent                   | 8 de octubre de 2015      |
| 129       | 2         | Action Bronson            | 15 de octubre de 2015     |
| 130       | 3         | Mac Miller II             | 22 de octubre de 2015     |
| 131       | 4         | Chanel and Sterling XXI   | 29 de octubre de 2015     |
| 132       | 5         | Andy Bell                 | 5 de noviembre de 2015    |
| 133       | 6         | Machine Gun Kelly         | 12 de noviembre de 2015   |
| 134       | 7         | Dude Perfect              | 19 de noviembre de 2015   |
| 135       | 8         | Charlotte McKinney        | 3 de diciembre de 2015    |
| 136       | 9         | Chanel and Sterling XXII  | 10 de diciembre de 2015   |
| 137       | 10        | Robbie Maddison           | 17 de diciembre de 2015   |
| 138       | 11        | Chanel and Sterling XXIII | 7 de enero de 2016        |
| 139       | 12        | Paige                     | 14 de enero de 2016       |
| 140       | 13        | Steelo Brim               | 21 de enero de 2016       |